# Kamer van volksvertegenwoordigers (samenstelling 1904-1908)
De lijst van leden van de Belgische Kamer van volksvertegenwoordigers van 1904 tot 1908. De Kamer van volksvertegenwoordigers telde toen 166 leden. Het nationale kiesstelsel was in die periode gebaseerd op algemeen meervoudig stemrecht, volgens een systeem van evenredige vertegenwoordiging op basis van de Methode-D'Hondt, gecombineerd met een districtenstelsel. Naargelang opleiding, cijns die men betaalde of een combinatie van beide kregen alle mannelijke Belgen van 25 jaar en ouder respectievelijk één, twee of drie stemmen.
De 23ste legislatuur van de Kamer van volksvertegenwoordigers liep van 8 november 1904 tot 8 mei 1908 en volgde uit de verkiezingen van 29 mei 1904. Bij deze verkiezingen werden 81 van de 166 parlementsleden verkozen. Dit was het geval in de kieskringen Bergen, Charleroi, Thuin, Zinnik, Doornik-Aat, Hasselt, Tongeren-Maaseik, Luik, Verviers, Hoei-Borgworm, Gent-Eeklo, Aalst, Oudenaarde, Dendermonde en Sint-Niklaas. Op 27 mei 1906 vonden tussentijdse verkiezingen plaats, waarbij de 85 resterende parlementsleden verkozen werden. Dit was in het geval in de kieskringen Antwerpen, Mechelen, Turnhout, Brussel, Leuven, Nijvel, Brugge, Kortrijk, Ieper, Veurne-Diksmuide-Oostende, Roeselare-Tielt, Namen, Dinant-Philippeville, Aarlen-Marche-Bastenaken en Neufchâteau-Virton.
Tijdens deze legislatuur waren achtereenvolgens de regering-De Smet de Naeyer II (augustus 1899 - mei 1907), de regering-De Trooz (mei - december 1907) en de regering-Schollaert (januari 1908 - juni 1911) in functie. Dit waren allemaal katholieke meerderheden. De oppositie bestond dus uit de liberalen, de socialisten en de daensisten.

## Zittingen
In de 23ste zittingsperiode (1904-1908) vonden vier zittingen plaats. Van rechtswege kwamen de Kamers ieder jaar bijeen op de tweede dinsdag van november.
| Zitting                | Opening          | Sluiting         |
| ---------------------- | ---------------- | ---------------- |
| 1ste zitting 1904-1905 | 8 november 1904  | 10 november 1905 |
| 2de zitting 1905-1906  | 14 november 1905 | 18 mei 1906      |
| 3de zitting 1906-1907  | 13 november 1906 | 6 november 1907  |
| 4de zitting 1907-1908  | 12 november 1907 | 18 mei 1908      |

## Samenstelling
| Begin legislatuur (1904) | Begin legislatuur (1904) | Begin legislatuur (1904) | Einde legislatuur (1908) | Einde legislatuur (1908) | Einde legislatuur (1908) |
| Fractie                  | Fractie                  | Zetels                   | Fractie                  | Fractie                  | Zetels                   |
| ------------------------ | ------------------------ | ------------------------ | ------------------------ | ------------------------ | ------------------------ |
|                          | Katholieken              | 93                       |                          | Katholieken              | 89                       |
|                          | Liberalen                | 42                       |                          | Liberalen                | 45                       |
|                          | Socialisten              | 29                       |                          | Socialisten              | 31                       |
|                          | Daensisten               | 2                        |                          | Daensisten               | 1                        |

Wijzigingen in fractiesamenstelling:
- Bij de periodieke verkiezingen van 1906 verliezen de katholieken vier zetels en de daensisten een. In hun plaats worden drie liberalen en twee socialisten verkozen.

## Lijst van de volksvertegenwoordigers
| Volksvertegenwoordiger                | Partij    | Kieskring                 | Opmerkingen |
| ------------------------------------- | --------- | ------------------------- | --- |
| Edward Coremans                       | Katholiek | Antwerpen                 | |
| Edouard Biart                         | Katholiek | Antwerpen                 | |
| Auguste Delbeke                       | Katholiek | Antwerpen                 | |
| Jean-Baptiste De Winter               | Katholiek | Antwerpen                 | |
| Paul Segers                           | Katholiek | Antwerpen                 | Secretaris. |
| Emile Van Reeth                       | Katholiek | Antwerpen                 | |
| Adelfons Henderickx                   | Katholiek | Antwerpen                 | Vervangt vanaf 13 november 1906 Emmanuel de Meester, die niet herkozen raakte bij de tussentijdse verkiezingen.                                                                                               |
| Leo Augusteyns                        | Liberaal  | Antwerpen                 | Vervangt vanaf 13 november 1906 Louis Van den Broeck (Katholiek), die niet meer opkwam bij de tussentijdse verkiezingen.                                                                                      |
| Louis Franck (1868-1937)              | Liberaal  | Antwerpen                 | Vervangt vanaf 13 november 1906 Jan Van Rijswijck, die niet meer opkwam bij de tussentijdse verkiezingen. |
| Frédéric Delvaux                      | Liberaal  | Antwerpen                 | |
| Georges Tonnelier                     | Liberaal  | Antwerpen                 | |
| Jacques Verheyen                      | Liberaal  | Antwerpen                 | |
| Modeste Terwagne                      | Socialist | Antwerpen                 | |
| Albert Alexandre Lefebvre             | Katholiek | Mechelen                  | |
| Edouard De Cocq                       | Katholiek | Mechelen                  | |
| Florent Van Cauwenbergh               | Katholiek | Mechelen                  | |
| Victor Van de Walle                   | Liberaal  | Mechelen                  | |
| Charles de Broqueville                | Katholiek | Turnhout                  | |
| Alphonse Versteylen                   | Katholiek | Turnhout                  | |
| Remi Le Paige                         | Katholiek | Turnhout                  | |
| Henri Colfs                           | Katholiek | Brussel                   | |
| Paul Wauwermans                       | Katholiek | Brussel                   | Vervangt vanaf 14 november 1906 Camille De Jaer, die niet meer opkwam bij de tussentijdse verkiezingen. |
| Léon de Lantsheere                    | Katholiek | Brussel                   | |
| Jules Renkin                          | Katholiek | Brussel                   | |
| Edmond Nerincx                        | Katholiek | Brussel                   | Ondervoorzitter. |
| Henri Carton de Wiart                 | Katholiek | Brussel                   | Secretaris. |
| Julien Van Der Linden                 | Katholiek | Brussel                   | |
| Pierre Hellinckx                      | Katholiek | Brussel                   | Vervangt vanaf 14 november 1906 Frédéric De Bontridder, die niet meer opkwam bij de tussentijdse verkiezingen.                                                                                                |
| Léon De Coster                        | Katholiek | Brussel                   | |
| Louis Huysmans                        | Liberaal  | Brussel                   | |
| Paul Janson                           | Liberaal  | Brussel                   | Co-voorzitter van de liberale fractie. |
| Paul Hymans                           | Liberaal  | Brussel                   | |
| Emile Féron                           | Liberaal  | Brussel                   | |
| Maurice Lemonnier                     | Liberaal  | Brussel                   | |
| Léon Lepage                           | Liberaal  | Brussel                   | |
| Alfred Monville                       | Liberaal  | Brussel                   | Vervangt vanaf 14 november 1906 Adolf Daens (Daensist), die niet herkozen raakte bij de tussentijdse verkiezingen.                                                                                            |
| Emile Vandervelde                     | Socialist | Brussel                   | |
| Louis Bertrand                        | Socialist | Brussel                   | |
| Antoine Delporte                      | Socialist | Brussel                   | |
| Georges Delbastée                     | Socialist | Brussel                   | Secretaris. |
| Léon Meysmans                         | Socialist | Brussel                   | |
| Frans Schollaert                      | Katholiek | Leuven                    | Parlementsvoorzitter tot 9 januari 1908. |
| Prosper Poullet                       | Katholiek | Leuven                    | Vervangt vanaf 14 januari 1908 de overleden Jules de Trooz. |
| Léon Rosseeuw                         | Katholiek | Leuven                    | |
| Auguste de Becker Remy                | Katholiek | Leuven                    | |
| Raoul Claes                           | Liberaal  | Leuven                    | Vervangt vanaf 10 november 1904 de overleden Victor Beauduin. |
| Prosper Van Langendonck               | Socialist | Leuven                    | |
| Georges Snoy                          | Katholiek | Nijvel                    | |
| Emile de Lalieux de La Rocq           | Katholiek | Nijvel                    | Vervangt vanaf 29 april 1908 de overleden Jules Melchior Brabant. |
| Léon Jourez                           | Liberaal  | Nijvel                    | |
| Alphonse Allard                       | Socialist | Nijvel                    | |
| Amedée Visart de Bocarmé              | Katholiek | Brugge                    | |
| Eugène Standaert                      | Katholiek | Brugge                    | Vervangt vanaf 13 november 1906 François De Brabandere, die niet herkozen raakte bij de tussentijdse verkiezingen.                                                                                            |
| Maurice de Maere d'Aertrycke          | Katholiek | Brugge                    | Vervangt vanaf 7 mei 1907 Alberic Ruzette, die provinciegouverneur van West-Vlaanderen wordt. |
| Albert Thooris                        | Liberaal  | Brugge                    | Vervangt vanaf 12 november 1907 Léon Termote, die om beroepsredenen ontslag neemt. |
| Edouard Busschaert                    | Katholiek | Kortrijk                  | Vervangt vanaf 23 april 1908 Pierre Tack, die om gezondheidsredenen ontslag neemt. Eerder was Busschaert tot 12 november 1906 ook lid van de Kamer, maar werd bij de tussentijdse verkiezingen niet herkozen. |
| Auguste Reynaert                      | Katholiek | Kortrijk                  | |
| Julien Liebaert                       | Katholiek | Kortrijk                  | |
| August Debunne                        | Socialist | Kortrijk                  | Vervangt vanaf 13 november 1906 Edouard Busschaert (Katholiek), die niet herkozen raakte bij de tussentijdse verkiezingen.                                                                                    |
| Raymond Vande Venne                   | Liberaal  | Kortrijk                  | |
| Jules Vanderheyde                     | Katholiek | Veurne-Diksmuide-Oostende | |
| Eugène De Groote                      | Katholiek | Veurne-Diksmuide-Oostende | |
| Auguste Pil                           | Katholiek | Veurne-Diksmuide-Oostende | |
| Adolphe Buyl                          | Liberaal  | Veurne-Diksmuide-Oostende | |
| Auguste Beernaert                     | Katholiek | Roeselare-Tielt           | |
| Maurice Van der Bruggen               | Katholiek | Roeselare-Tielt           | |
| Charles Gillès de Pelichy             | Katholiek | Roeselare-Tielt           | |
| Julien Delbeke                        | Katholiek | Roeselare-Tielt           | Vervangt vanaf 10 november 1904 de overleden Valère Vanden Bogaerde. |
| René Colaert                          | Katholiek | Ieper                     | |
| Félix Van Merris                      | Katholiek | Ieper                     | |
| Ernest Nolf                           | Liberaal  | Ieper                     | |
| Charles Woeste                        | Katholiek | Aalst                     | |
| Louis De Sadeleer                     | Katholiek | Aalst                     | |
| Paul Piéraert                         | Katholiek | Aalst                     | Vervangt vanaf 12 november 1907 de overleden Léon de Bethune. |
| Jules Rens                            | Liberaal  | Aalst                     | |
| Pieter Daens                          | Daensist  | Aalst                     | Vervangt vanaf 10 november 1904 de overleden Aloys De Backer. |
| Jean-Baptiste de Ghellinck d'Elseghem | Katholiek | Oudenaarde                | |
| Louis Thienpont                       | Katholiek | Oudenaarde                | |
| Pierre D'hauwer                       | Liberaal  | Oudenaarde                | Vervangt vanaf 27 november 1906 de overleden Camille Liefmans. |
| Paul de Smet de Naeyer                | Katholiek | Gent-Eeklo                | |
| Victor Begerem                        | Katholiek | Gent-Eeklo                | |
| Gérard Cooreman                       | Katholiek | Gent-Eeklo                | Parlementsvoorzitter vanaf 16 januari 1908. |
| Arthur Verhaegen                      | Katholiek | Gent-Eeklo                | |
| Justin Van Cleemputte                 | Katholiek | Gent-Eeklo                | |
| Jules Maenhaut van Lemberge           | Katholiek | Gent-Eeklo                | |
| Emile Braun                           | Liberaal  | Gent-Eeklo                | |
| Jules Devigne                         | Liberaal  | Gent-Eeklo                | |
| Albert Mechelynck                     | Liberaal  | Gent-Eeklo                | |
| Edward Anseele                        | Socialist | Gent-Eeklo                | |
| Félix Cambier                         | Socialist | Gent-Eeklo                | |
| Auguste Raemdonck van Megrode         | Katholiek | Sint-Niklaas              | |
| Frans Van Brussel                     | Katholiek | Sint-Niklaas              | |
| Joseph Nicolas Van Naemen             | Katholiek | Sint-Niklaas              | |
| Jean Persoons                         | Liberaal  | Sint-Niklaas              | Werd bij de verkiezingen van 29 mei 1904 verkozen op een kartellijst van liberalen en socialisten. |
| Abel de Kerchove d'Exaerde            | Katholiek | Dendermonde               | Vervangt vanaf 12 november 1907 Léon De Bruyn, die lid wordt van de Belgische Senaat. |
| Emile Tibbaut                         | Katholiek | Dendermonde               | |
| Cesar Van Damme                       | Liberaal  | Dendermonde               | |
| Adolphe Drion du Chapois              | Katholiek | Charleroi                 | |
| Michel Levie                          | Katholiek | Charleroi                 | |
| Maurice Pirmez                        | Katholiek | Charleroi                 | |
| Emile Buisset                         | Liberaal  | Charleroi                 | |
| Edmond Dewandre                       | Liberaal  | Charleroi                 | |
| Henri Léonard                         | Socialist | Charleroi                 | |
| Pierre Lambillotte                    | Socialist | Charleroi                 | |
| Jules Destrée                         | Socialist | Charleroi                 | |
| Jean Caeluwaert                       | Socialist | Charleroi                 | |
| Alphonse Harmignie                    | Katholiek | Bergen                    | Ondervoorzitter. |
| Fulgence Masson                       | Liberaal  | Bergen                    | |
| Joseph Louis Descamps                 | Liberaal  | Bergen                    | |
| Aurèle Maroille                       | Socialist | Bergen                    | |
| Alphonse Brenez                       | Socialist | Bergen                    | |
| Louis Pépin                           | Socialist | Bergen                    | |
| Léon Mabille                          | Katholiek | Zinnik                    | |
| Alphonse Gravis                       | Katholiek | Zinnik                    | |
| Pol-Clovis Boël                       | Liberaal  | Zinnik                    | Vervangt vanaf 13 februari 1906 de overleden Gustave Paternoster. |
| Jules Mansart                         | Socialist | Zinnik                    | |
| Henri Duquesne Watelet de la Vinelle  | Katholiek | Doornik-Aat               | |
| Emile Gracia                          | Katholiek | Doornik-Aat               | |
| Joseph Hoÿois                         | Katholiek | Doornik-Aat               | |
| Albert Asou                           | Liberaal  | Doornik-Aat               | Vervangt vanaf 31 januari 1905 Henri Crombez, die voltijds burgemeester van Taintignies wordt. |
| Oswald Ouverleaux                     | Liberaal  | Doornik-Aat               | |
| Louis Roger                           | Liberaal  | Doornik-Aat               | |
| Léon Gendebien                        | Katholiek | Thuin                     | Vervangt vanaf 19 januari 1905 Eugène Derbaix, die om beroepsredenen ontslag neemt. |
| Raoul Warocqué                        | Liberaal  | Thuin                     | Quaestor. |
| Nicolas Berloz                        | Socialist | Thuin                     | |
| Dominique Pitsaer                     | Katholiek | Hoei-Borgworm             | |
| Gustave de Terwangne                  | Katholiek | Hoei-Borgworm             | |
| Jules Giroul                          | Liberaal  | Hoei-Borgworm             | |
| Georges Hubin                         | Socialist | Hoei-Borgworm             | |
| Gustave Francotte                     | Katholiek | Luik                      | |
| Charles De Ponthière                  | Katholiek | Luik                      | |
| Georges Polet                         | Katholiek | Luik                      | |
| Jules Dallemagne                      | Katholiek | Luik                      | |
| Xavier Neujean                        | Liberaal  | Luik                      | Co-voorzitter van de liberale fractie. |
| Charles Van Marcke de Lummen          | Liberaal  | Luik                      | Vervangt vanaf 4 juli 1905 Paul Trasenster, die om beroepsredenen ontslag neemt. |
| Ferdinand Fléchet                     | Liberaal  | Luik                      | |
| Hector Denis                          | Socialist | Luik                      | |
| Célestin Demblon                      | Socialist | Luik                      | |
| Paul Smeets                           | Socialist | Luik                      | |
| Léon Troclet                          | Socialist | Luik                      | Vervangt vanaf 12 november 1907 de overleden Joseph Wettinck. |
| Jean-Baptiste Schinler                | Socialist | Luik                      | |
| Julien Davignon                       | Katholiek | Verviers                  | |
| Antoine Borboux                       | Katholiek | Verviers                  | Secretaris. |
| Eugène Mullendorff                    | Liberaal  | Verviers                  | |
| Jean Malempré                         | Socialist | Verviers                  | |
| Henri Pirard                          | Socialist | Verviers                  | |
| Clément Cartuyvels                    | Katholiek | Hasselt                   | |
| Albert de Theux de Meylandt           | Katholiek | Hasselt                   | |
| Clément Peten                         | Liberaal  | Hasselt                   | |
| Joris Helleputte                      | Katholiek | Tongeren-Maaseik          | |
| Camille Desmaisières                  | Katholiek | Tongeren-Maaseik          | Quaestor. |
| Henri Gielen                          | Katholiek | Tongeren-Maaseik          | |
| Adolphe de Limburg Stirum             | Katholiek | Aarlen-Marche-Bastenaken  | Quaestor. |
| Henry Delvaux de Fenffe               | Katholiek | Aarlen-Marche-Bastenaken  | |
| Emile François                        | Liberaal  | Aarlen-Marche-Bastenaken  | |
| Winand Heynen                         | Katholiek | Neufchâteau-Virton        | |
| Georges Lorand                        | Liberaal  | Neufchâteau-Virton        | |
| Georges Cousot                        | Katholiek | Dinant-Philippeville      | |
| Léon Hubert                           | Katholiek | Dinant-Philippeville      | |
| Emile Capelle                         | Liberaal  | Dinant-Philippeville      | Vervangt vanaf 13 november 1906 Albert d'Huart (Katholiek), die niet herkozen raakte bij de tussentijdse verkiezingen.                                                                                        |
| Grégoire Horlait                      | Socialist | Dinant-Philippeville      | |
| Auguste Mélot                         | Katholiek | Namen                     | |
| Louis Petit                           | Katholiek | Namen                     | |
| Eugène Hambursin                      | Liberaal  | Namen                     | |
| Joseph Fossion                        | Socialist | Namen                     | Vervangt vanaf 10 november 1904 de overleden Gustave Defnet. |
| Léon Furnémont                        | Socialist | Namen                     | Vervangt vanaf 13 november 1906 Ferdinand Dohet (Katholiek), die niet meer opkwam bij de tussentijdse verkiezingen.                                                                                           |